# Parkin
Parkin város az USA Arkansas államában, Cross megyében. Lakosainak száma 794 fő (2020. április 1.).

## Népesség
A település népességének változása:

| 2010 | 1 105 |
| 2020 | 794   |